# بيت وليامز (فنان قتال مختلط)
بيت وليامز (بالإنجليزية: Pete Williams)‏ هو فنان قتال مختلط أمريكي، ولد في 10 يوليو 1975 في San Lorenzo, California ‏ في الولايات المتحدة.

## وصلات خارجية
- بيت وليامز على موقع يو إف سي (الإنجليزية)
- بيت وليامز على موقع شيردوغ (الإنجليزية)
- بيت وليامز على موقع Tapology.com (الإنجليزية)
- بيت وليامز على موقع IMDb (الإنجليزية)
- بيت وليامز على موقع قاعدة بيانات الفيلم (الإنجليزية)